# 三四郎くん
三四郎くん（さんしろうくん）は、エス・エス・ビーが開発、販売する柔道整復師向け医療事務管理ソフト（レセプト発行システム）の名称。現在の最新バージョンは「三四郎くんver.7.0 for Vista」である。

## 概要
1984年に三四郎（さんしろう）の名称で販売を開始し、2002年に現在の名称に変更している。
なお、ソフトウェアとしての「三四郎」は同社の登録商標となっている。

## 沿革
- 1984年4月 「三四郎」の開発・販売を開始。
- 1998年10月 「三四郎Windows98版」の開発・販売を開始。
- 2002年1月 「三四郎くんX版」の開発・販売を開始。

## 製品ラインアップ
- 三四郎
- 三四郎Windows98版
- 三四郎くんX版
- 三四郎くんX PLUS
- 三四郎くんver.7.0 for Vista